# Brogan Crowley
Brogan Allen Crowley (Saddleworth, 20 de julio de 1994) es una deportista británica que compite en skeleton. Ganó una medalla de bronce en el Campeonato Mundial de Skeleton de 2023, en la prueba de equipo mixto.

## Palmarés internacional
| Campeonato Mundial | Campeonato Mundial   | Campeonato Mundial | Campeonato Mundial |
| Año                | Lugar                | Medalla            | Prueba             |
| ------------------ | -------------------- | ------------------ | ------------------ |
| 2023               | Sankt Moritz (Suiza) | Medalla de bronce  | Equipo mixto       |